# Оудзян
Оудзян (на китайски: 甌江; на пинин: Ōujiāng) е река в Източен Китай, в провинция Джъдзян, вливаща се в Източнокитайско море. С дължина 388 km и площ на водосборния басейн 18 028 km² река Оудзян води началото си на 1425 m н.в. под името Лунцюанцъ от североизточните части на планината Уишан, като по цялото си протежение тече през планински и хълмисти райони, предимно в тясна и дълбока долина. Половината от течението ѝ (до град Лишуй) има североизточно направление, а втората половина – югоизточно. Влива се в Източнокитайско море в района на град Уънджоу, като образува естуар. Основни притоци: леви – Сунъинцъ, Цюнцъ, Хаоси, Линшуйси; десни – Сяоси (най-голям приток). По време на летните мусони има ясно изразено пълноводие, а през зимата оттокът ѝ значително намалява. Средният годишен отток в долното ѝ течение е 510 m³/s. Водите ѝ се използват за напояване. Въпреки че долината ѝ е тясна и дълбока, тя е гъстонаселена, като най-големите селища са градовете Лунцюан, Лишуй, Хечан (Цинтян), а в естуара ѝ – морското пристанище Уънджоу.